# Powodniewo (obwód jarosławski)
Powodniewo (ros. Поводнево) – wieś (sieło) w Rosji, w obwodzie jarosławskim, w rejonie myszkińskim. W 2010 liczyła 235 mieszkańców.